# Georgi Zotov
Bản mẫu:Eastern Slavic name
Georgi Andreyevich Zotov (tiếng Nga: Георгий Андреевич Зотов; sinh ngày 12 tháng 1 năm 1990) là một cầu thủ bóng đá người Nga. Anh thi đấu cho F.K. Krylia Sovetov Samara.